# Resolució 1460 del Consell de Seguretat de les Nacions Unides
La Resolució 1460 del Consell de Seguretat de les Nacions Unides fou adoptada per unanimitat el 30 de gener de 2003. Després de recordar les resolucions 1261 (1999), 1265 (1999), 1296 (2000), 1306 (2000), 1308 (2000), 1314 (2000), 1325 (2000) i 1379 (2001), el Consell va demanar el final immediat a l'ús de nens soldats i va recolzar una "era d'aplicació" de normes i estàndards internacionals per a la protecció dels nens afectats per la guerra.

## Resolució

### Observacions
El Consell de Seguretat va reiterar el seu compromís d'abordar l'impacte dels conflictes armats en els nens i va subratllar la responsabilitat de totes les parts de complir amb la Carta de les Nacions Unides i el dret internacional i posar fi a la impunitat per als responsables de genocidi, crims contra la humanitat, crims de guerra i crims contra nens. Era important que el personal humanitari tingués accés segur i sense obstacles i que es donés la benvinguda a l'entrada en vigor del Protocol opcional sobre la participació dels infants en conflictes armats. El Consell també va assenyalar que l'allistament de menors de 15 anys en les forces armades nacionals era classificar com a delicte de guerra en virtut de l'Estatut de Roma de la Cort Penal Internacional.

### Actes
La resolució va donar suport a la crida del secretari general Kofi Annan per a una "era d'aplicació" de les normes internacionals relatives a la protecció dels nens en els conflictes armats. Les parts en conflicte que estaven utilitzant nens soldats eren convocades a posar fi a aquestes pràctiques mentre s'establia un diàleg amb les parts per desenvolupar plans per posar fi al seu reclutament i ús. Hi havia preocupació per la llista de les parts que violen les obligacions internacionals que figuren en l'annex de l'informe del Secretari General i es prendrien més mesures.
Es va demanar als Estats membres que adoptessin mesures a través de la legislació nacional per controlar el tràfic d'armes en estats que no respectaven el dret internacional (el Quart Conveni de Ginebra) relatiu a l'ús militar dels nens i la protecció dels civils durant la guerra. El Consell estava decidit a incloure disposicions per a la protecció dels nens en els mandats de les operacions de manteniment de la pau. Hi havia preocupació pels informes sobre l'explotació sexual de dones i nenes, en particular en els casos de treballadors humanitaris i de manteniment de la pau de les Nacions Unides.
El Consell de Seguretat va demanar la posada en pràctica d'assessorament i serveis de proves de VIH/SIDA per al personal de manteniment de la pau, la policia i el personal humanitari de les Nacions Unides. Es va demanar a totes les parts interessades i altres estats que vetllessin per la incorporació dels drets dels infants a la pau i desarmament, desmobilització i als processos de reintegració, i complir els compromisos adquirits amb el representant especial del Secretari general per als nens i els conflictes armats, Olara Otunnu.
Finalment, es va encarregar al Secretari General que presentés un informe abans del 31 d'octubre de 2003 sobre l'aplicació de la resolució actual, inclosa una secció específica sobre la protecció dels infants en tots els seus futurs informes específics del país.